# Diaptomus flagellatus
Diaptomus flagellatus is een eenoogkreeftjessoort uit de familie van de Diaptomidae. De wetenschappelijke naam van de soort is voor het eerst geldig gepubliceerd in 1874 door Ulyanin.